# Chính quyền hội đồng-quản đốc
Hình thức Chính quyền hội đồng-quản đốc (tiếng Anh: council–manager government) là một trong hai hình thức chính quyền khu tự quản chiếm ưu thế tại Hoa Kỳ. Hình thức phổ biến khác của chính quyền khu tự quản tại Hoa Kỳ là hình thức thị trưởng-hội đồng thường thường là đặc tính chính quyền tại các thành phố lớn. Chính quyền hội đồng-quản đốc cũng được sử dụng trong các chính quyền quận tại Hoa Kỳ và bộ phận điều hành một quận có thể được gọi theo tiếng Anh là "council" (hội đồng), "commission" (ủy ban), "freeholder" (đặc biệt duy nhất tại tiểu bang New Jersey), "aldermen",... Hình thức hội đồng-quản đốc cũng được dùng trong chính quyền khu tự quản tại Canada và Ireland cũng như nhiều quốc gia khác nữa.
Dưới hình thức chính quyền hội đồng-quản đốc tại các khu tự quản, bộ phận chính quyền dân cử chịu trách nhiệm đối với chức năng lập pháp của khu tự quản, thí dụ như thiết lập chính sách, thông qua luật lệ quy định, biểu quyết ngân sách chi tiêu, và phát triển tầm nhìn tổng thể. Quận và các loại chính quyền địa phương khác cũng theo cùng mẫu hình này.
Hội đồng lập pháp mà mỗi thành viên là đại biểu được bầu lên tại từng khu riêng biệt sẽ bổ nhiệm một quản đốc nghiệp vụ để trông coi các hoạt động hành chính, triển khai các chính sách của hội đồng, và cố vấn cho hội đồng. Chức danh "thị trưởng" hiện diện trong loại hội đồng lập pháp này là một chức danh phần lớn mang tính lễ nghi và có thể được chọn lựa bởi hội đồng trong số các thành viên hội đồng hay là người được toàn thể các khu bầu chọn vào hội đồng nhưng không có quyền lực hành chính.
Chức vụ quản đốc thành phố trong hình thức chính quyền khu tự quản này thì tương tự với chức vụ tổng giám đốc của một công ty, đảm trách điều hành nghiệp vụ cho ban giám đốc. Chính quyền hội đồng-quản đốc thì rất giống như một Công ty đại chúng. Trong một công ty, ban giám đốc bổ nhiệm một tổng giám đốc. Người này đưa ra những quyết định chính và nắm trong tay quyền lực đại diện cho các cổ đông Trong chính quyền hội đồng-quản đốc, hội đồng dân cử bổ nhiệm một quản đốc. Người này đưa ra các quyết định chính, và nắm trong tay quyền lực đại diện cho công dân.
Hệ thống chính quyền này được sử dụng tại 40,1% thành phố Mỹ có dân số từ 2.500 người trở lên, theo Niên giám Khu tự quản 2011 do Hội Quản lý Quận/Thành phố Quốc tế (ICMA) xuất bản, một tổ chức nghiệp vụ cho các quản đốc thành phố và các nhà quản lý chính quyền địa phương hàng đầu khác.

## Lịch sử chính quyền hội đồng-quản đốc tại Hoa Kỳ
Khái niệm về hình thức chính quyền hội đồng-quản đốc là sản phẩm hợp lưu của các mốt tư tưởng thịnh hành trong cuối thế kỷ 19 và đầu thế kỷ 20. Có lẽ ảnh hưởng trước hết là phong trào cấp tiến. Theo sau những dòng tư tưởng của phong trào, các nhà cải cách khu tự quản của thời kỳ đó muốn tách biệt các khu tự quản ra khỏi hình thức "cỗ máy chính trị" lan tràn trong chính quyền cũng như sự lạm dụng quyền lực của các viên chức dân cử trao ân huệ cho các ủng hộ viên sau khi đắc cử. Tư tưởng là làm sao có một nhà hành chính hay quản đốc công minh phi chính trị để thực thi chức năng hành chính.
Ảnh hưởng khác là phong trào "Quản lý theo khoa học", thường có liên quan đến Frederick Winslow Taylor. Tiêu điểm của phong trào này là điều hành các tổ chức trong một kiểu cách khoa học, có mục tiêu để tối đa hóa hiệu quả.
Ảnh hưởng thứ ba đằng sau ý tưởng hội đồng-quản đốc là ảnh hưởng của cơ cấu tổ chức công ty sinh lợi nhuận với một ban giám đốc. Theo cơ cấu công ty, ban giám đốc sẽ thuê mướn một tổng giám đốc nghiệp vụ để điều hành hoạt động của công ty.
Đặc biệt, Sumter, South Carolina là thành phố đầu tiên tại Hoa Kỳ triển khai thành công chính quyền hội đồng-quản đốc mặc dù Staunton, Virginia được ghi nhận là thành phố Mỹ đầu tiên bổ nhiệm một quản đốc thành phố vào năm 1908. Một số người cho rằng chức vụ quản đốc thành phố đã xuất hiện sớm hơn vào năm 1904 tại Ukiah, California nhưng dường như tất cả các chuyên gia trong lĩnh vực này đều công nhận vị trí của Staunton là thành phố đầu tiên. Staunton bắt đầu tập trung chú ý đến nghiệp vụ non nớt này và đã lọt vào tầm mắt của Richard S. Childs, người trở nên được biết tiếng như "người cha" của hình thức chính quyền hội đồng-quản đốc và hiến chương thành phố kiểu mẫu. Thành phố lớn đầu tiên áp dụng hình thức hội đồng-quản đốc là thành phố Dayton, Ohio năm 1913.
Hiên nay, 38 trong số 39 thành phố của tiểu bang Virginia có hình thức chính quyền hội đồng-quản đốc với thủ phủ Richmond là ngoại lệ duy nhất. Richmond chuyển đổi sang thể thức hội đồng-thị trưởng "mạnh" vào năm 2004 sau khi có thể thức hội đồng-quản đốc từ năm 1948 khi nhiều thành phố lớn đã thay đổi vì dân số và địa giới lớn của chúng.
Hệ thống hội đồng-quản đốc đã phát triển một cách phổ biến đáng kể từ khi khởi đầu thế kỷ 20. Năm 1935, ICMA công nhận 418 thành phố Hoa Kỳ và 7 quận sử dụng hệ thống này.
Hình thức chính quyền hội đồng-quản đốc được phát triển, ít nhất một phần, như một giải pháp đối với một số hạn chế thấy rõ trong hình thức chính quyền ủy nhiệm thành phố. Hình thức hội đồng-quản đốc trở nên sự chọn lựa tối ưu đối với cải cách cấp tiến. Sau Chiến tranh thế giới thứ hai, rất ít thành phố áp dụng hình thức chính quyền ủy nhiệm và nhiều thành phố sử dụng hình thức ủy nhiệm đã chuyển đổi sang hình thức chính quyền hội đồng-quản đốc.
Cho đến năm 2001, 3.302 thành phố có trên 2.500 dân và 371 quận sử dụng hệ thống chính quyền hội đồng-quản đốc. Thành phố Phoenix, Arizona là thành phố lớn nhất tại Hoa Kỳ có hình thức chính quyền hội đồng-quản đốc.

### Hình thức lai căng hiện thời
Thực tế, có rất nhiều thay đổi trong thập niên vừa qua có liên quan đến vô số hình thức chính quyền địa phương lai căng mà đã biến chuyển từ hai hình thức thuần túy ban đầu (hội đồng-quản đốc và thị trưởng-hội đồng). Các thành phố nào đã điều chỉnh lại cơ cấu tổ chức của mình từ một trong số các hình thức thuần túy hiện thời được gọi nôm na là các tổ chức cộng đồng "tùy cơ ứng biến".
Sư xuất hiện của các biến thể như thế đã khiến cho việc định nghĩa đặc điểm riêng biệt của hình thức chính quyền hội đồng-quản đốc là cần thiết.  ICMA liệt kê ít nhất ba đặc điểm có tính quyết định để phân biệt một chính quyền hội đồng-quản đốc thực:
- Tất cả quyền lực chính quyền nằm bên trong hội đồng, hay bộ phận dân cử có chủ quyền khác, trừ một số chức phận nào đó được hiến chương hay luật lệ nào đó giao phó cho quản đốc. Tuy nhiên quản đốc luôn là người được bộ phận dân cử thuê mướn.
- Viên chức hành chính được bổ nhiệm (quản đốc) được chính thức trao cho các chức phận hành chính và quản lý theo thể thức đã được ghi thành luật.
- Quản đốc phải chịu trách nhiệm trước toàn thể hội đồng, được thuê mướn và có thể bị sa thải bởi toàn thể hội đồng chớ không phải bởi một cá nhân, thí dụ như thị trưởng hay chủ tọa hội đồng.[11]

### "Hiến chương thành phố kiểu mẫu"
Hiến chương thành phố kiểu mẫu (Model City Charter hay viết tắt là MCC), được  Liên đoàn Dân sự Quốc gia (trước kia là Liên đoàn Khu tự quản Quốc gia) xuất bản, tương đối có liên quan đến hình thức chính quyền hội đồng-quản đốc. "Model City Charter" được tái xuất bản lần thứ 8 năm 2003. Kể từ tái bản lần thứ 2 năm 1915, hiến chương kiểu mẫu dành cho các khu tự quản đã đề nghị hình thức chính quyền hội đồng-quản đốc này.